# Robin Wood
Robin Wood (New Australia, 24 de janeiro de 1944 - Assunção, 17 de outubro de 2021) foi um escritor e cartunista paraguaio. Ele é mais conhecido por seu trabalho clássico em quadrinhos argentinos e por seus trabalhos posteriores em quadrinhos europeus.

## Biografia
Nascido em uma família de origens australiano-paraguaias em 1944, Wood passou sua infância entre o Paraguai e a Argentina com sua mãe, antes de partir para vários empregos, como lavador de pratos, caminhoneiro, vendedor, picador de lenha, jornalista e operário nesses dois países, bem como no Brasil. O livro de 1997 de Anne Whitehead sobre New Australia, Paradise Mislaid, oferece um capítulo sobre a infância de Robin Wood com sua extensa família paraguaia-australiana.
Wood se estabeleceu em Buenos Aires enquanto trabalhava como correspondente do jornal argentino El Territorio, e fez uma série de empregos não qualificados antes de começar a escrever roteiros para a popular editora de quadrinhos Columba. Seu primeiro trabalho publicado foi Aquí la retirada, ilustrado por seu amigo Lucho Olivera, na revista D'artagnan, e logo se tornaria um dos escritores de quadrinhos mais importantes não só dos quadrinhos argentinos, mas também da América Latina.
Na década de 1980, Wood mudou-se para a Europa, onde continuou com seu sucesso como escritor, especialmente na Itália, onde ganhou o Prêmio Yellow Kid. Wood se estabeleceu na Dinamarca com sua esposa dinamarquesa Anne-Mette e seus filhos.
Wood morreu em 17 de outubro de 2021 aos 77 anos em Assunção, Paraguai.

## Trabalhos
Entre as obras mais importantes de Wood estão Nippur de Lagash (1967, arte de Olivera), Dennis Martin (1967), Dago (1980, Salinas), Savarese (1978, Mandrafina ), Mark, Big Norman, Martin Hel, Merlin, Wolf, Gilgamesh el inmortal (Olivera), Morgan, Dax, Los Amigos, El Cosaco, Aquí la Legión, Mojado e Helena, e os quadrinhos de humor de Pepe Sánchez e Mi novia y yo, ambos ilustrados por Carlos Vogt.